# Ariamnes triangulus
Ariamnes triangulus är en spindelart som beskrevs av Tamerlan Thorell 1887. Ariamnes triangulus ingår i släktet Ariamnes och familjen klotspindlar.
Artens utbredningsområde är Myanmar. Inga underarter finns listade i Catalogue of Life.